# Roger Corman
Roger William Corman (Detroit, Míchigan, Estados Unidos; 5 de abril de 1926 - Santa Mónica, California, Estados Unidos; 9 de mayo de 2024),  más conocido como Roger Corman, fue un productor, actor y director de cine estadounidense que ha sobresalido por sus numerosas películas de bajo presupuesto. Bajo su dirección comenzaron sus carreras en el cine numerosas celebridades, sobre todo directores, a quienes dio impulso económico. En 2009, recibió un Óscar honorífico de la Academia por sus contribuciones en el ámbito cinematográfico.

## Biografía
La carrera de Corman empezó con algunos wésterns como Cinco pistolas —su debut como director, de 1955— y Apache Woman; mientras que sus inicios en el cine de terror y la ciencia ficción fueron con Las mujeres del pantano y El día del fin del mundo.
Entre sus filmes más conocidos destaca su serie de películas de época y terror gótico basadas en historias de Edgar Allan Poe producidas por la American International Pictures (A.I.P.), incluyendo La caída de la casa Usher (1960), El péndulo de la muerte (1961), El cuervo (1963) y La máscara de la muerte roja (1964). En la mayoría de estas películas Vincent Price era el actor protagonista y algunos papeles secundarios fueron interpretados por actores jóvenes y desconocidos entonces como Jack Nicholson (sin relación con uno de los creadores de A.I.P., James H. Nicholson, pág. 31), Peter Lorre, o, en horas de baja popularidad, Boris Karloff. Se calcula que produjo más de 300 películas, dirigiendo cerca de 50 de ellas.
Una de sus películas, Not of This Earth (1957), también conocida como Emisario de otro mundo, reúne vampirismo e invasión alienígena. Treinta años después, Corman produjo a su fan Jim Wynorski una nueva versión de la misma cinta, protagonizada por la exestrella del cine pornográfico Traci Lords.
Su trabajo como productor con su empresa New Horizon Films lo llevó a visitar algunos países de Hispanoamérica, como México, Argentina y Perú, donde junto al director peruano Luis Llosa Urquidi propietario de IGUANA Films coprodujeron alrededor de cinco largometrajes desde 1987 al 90. En Argentina coprodujo diez películas en la década del ochenta, entre ellas Barbarian Queen (1985).
Entre los directores después famosos que trabajaron al inicio de sus carreras con Corman se cuentan Francis Ford Coppola, Martin Scorsese, Ron Howard, Peter Bogdanovich, Jonathan Demme, James Cameron y John Sayles. Muchos reconocen que Corman les influenció profundamente en su manera de hacer cine. Actores importantes que comenzaron su carrera en el cine con Corman son Jack Nicholson, Peter Fonda, Bruce Dern, Michael McDonald, Dennis Hopper y Robert De Niro.
Su autobiografía, publicada en 1990, se titula How I Made a Hundred Movies in Hollywood and Never Lost a Dime (Cómo realicé un centenar de películas en Hollywood y nunca perdí un centavo), y documenta su experiencia en la industria cinematográfica.
En 2009, la Academia de las Artes y las Ciencias Cinematográficas de Hollywood le concedió un Óscar honorífico en reconocimiento a toda su carrera.
En 2011 se estrenó un documental sobre su vida, llamado Corman's World. Dicho documental fue dirigido por Alex Stapleton y en él aparecen estrellas como Jack Nicholson, Robert De Niro, Martin Scorsese y Peter Fonda.

## Filmografía (parcial)

### Como productor
- Monster from the Ocean Floor (1954)
- Death Race 2000 (1975)
- Boxcar Bertha (1972)
- Battle Beyond the Stars (En España titulada "Los siete magníficos del espacio") (1980)
- Wizards of the Lost Kingdom (1985)
- La muerte blanca (1985)
- Barbarian Queen (1985)
- Amazonas (1986)
- Matar es morir un poco (1989)
- Back to Back (1989)
- Kickboxer 2025 (1991)
- Sin piedad (1991)
- Dracula Rising (1993)
- Magia del corazón (1993)
- Los Cuatro Fantásticos (1994)
- Time Under Fire (1997)
- El guardián (1998)
- The Suicide Club (2000)
- Cry of the Winged Serpent (2005)
- Bloodfist 2050 (2005)
- Saurian (2006)
- Fist of the Dragon (2014)
- Death Race 2050 (2017)

### Como director
- Five Guns West (1955)
- Swamp Women (1955)
- It Conquered the World (1956)
- Carnival Rock (1957)
- Not of This Earth (1957)
- Attack of the Crab Monsters (1957)
- The Undead (1957)
- Yo fui un cavernícola adolescente (1958, Teenage Caveman)
- The Wasp Woman (1959)
- A Bucket of Blood (1959)
- La caída de la casa Usher (1960)
- The Little Shop of Horrors (1960)
- Last Woman on Earth (1960)
- Creature from the Haunted Sea (1961)
- The Pit and the Pendulum (1961)
- La obsesión (1962, The Premature Burial)
- The Intruder (1962)
- Tales of Terror (1962)
- El cuervo (1963, The Raven)
- The Terror (1963)
- El hombre con rayos X en los ojos (1963)
- The Haunted Palace (1963)
- La máscara de la muerte roja (1964)
- La tumba de Ligeia (1964)
- The Secret Invasion (1964)
- The Wild Angels (1966)
- The Trip (1967)
- Bloody Mama (1970, Mamá sangrienta)
- Gas-s-s-s (1971)
- Von Richthofen and Brown (1971, El barón rojo)
- Frankenstein Unbound (1990)
- El CAF (2025)

## Premios y distinciones
Premios Óscar
| Año  | Categoría        | Resultado |
| ---- | ---------------- | --------- |
| 2010 | Óscar honorífico | Ganador   |